# Upplands runinskrifter Fv1968;279B
Upplands runinskrifter Fv1968;279B är ett vikingatida runstensfragment av granit vid Sollentuna kyrka, Sollentuna socken och Sollentuna kommun. Fragmentet upptäcktes i grunden till långhusets nordvästra hörn 1966. Runstensfragmentet är 1,4 meter långt och 0,62 meter brett. Fragmentet utgör nedersta delen av en tidigare större sten.

## Inskriften
Translitterering av runraden:
-ikfastr : ak × une... ... ...a × eftiʀ × iluka × fþu... ...
Normalisering till runsvenska:
[S]igfastr ok Onæ[mʀ] ... ... æftiʀ Illuga, faðu[r] ...
Översättning till nusvenska:
Sigfast och Onäm ... efter Illuge, (sin) fader.